# 圣欧班里维耶尔
圣欧班里维耶尔（法語：Saint-Aubin-Rivière，法語發音：[sɛ̃.t‿obɛ̃ ʁivjɛʁ]）是法国上法蘭西大區索姆省的一个市镇，属于阿布维尔区。

## 地理
圣欧班里维耶尔（49°52'11"N, 1°46'28"E）面积3.08 平方千米，位于法国上法蘭西大區索姆省，该省份为法国北部沿海省份，北起加来海峡省和北部省，西接滨海塞纳省和大西洋英吉利海峡，南至瓦兹省，东临埃纳省。
与圣欧班里维耶尔接壤的市镇（或旧市镇、城区）包括：昂丹维尔、阿尔古埃勒、旧博康、勒马济、讷维尔科普格勒、勒凯讷。
圣欧班里维耶尔的时区为UTC+01:00、UTC+02:00（夏令时）。

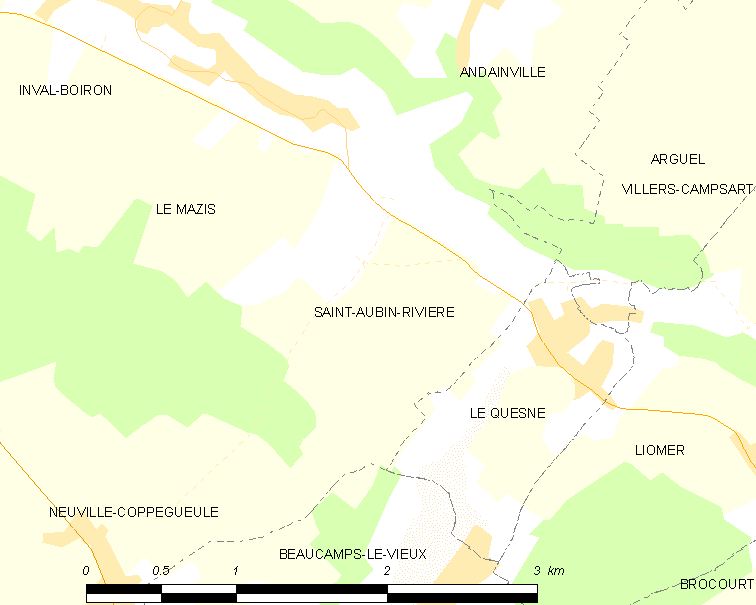
圣欧班里维耶尔的OSM定位图

## 行政
圣欧班里维耶尔的邮政编码为80430，INSEE市镇编码为80699。

## 政治
圣欧班里维耶尔所属的省级选区为皮卡第地区普瓦县。

## 人口

1962-2008年间圣欧班里维耶尔人口变化图示

圣欧班里维耶尔于2022年1月1日时的人口数量为116人。